# Acalyptris vepricola
Acalyptris vepricola is een vlinder van de familie van de dwergmineermotten (Nepticulidae). De wetenschappelijke naam van deze soort is voor het eerst voorgesteld als Stigmella vepricola door Lajos Vári in een publicatie uit 1963.

## Verspreiding
De soort komt voor in Zuid-Afrika.

## Waardplanten
De rups leeft op Vepris lanceolata (Lam.) G.Don (Rutaceae).